# 紫萼路边青
紫萼路边青（学名：Geum rivale）是蔷薇科路边青属的植物。分布在广布从北极到北半球温带以及中国大陆的新疆等地，生长于海拔1,200米至2,300米的地区，一般生长在山谷草地、水旁多砾石地或灌丛中，目前尚未由人工引种栽培。